# Aleksa (Vorname)
Aleksa (serbisch-kyrillisch: Алекса) ist ein südslawischer männlicher Vorname, der vom griechischen Namen Alexios (Αλέξιος) abgeleitet ist und „Verteidiger“ bedeutet. Er ist in der Regel eine Kurzform von Aleksandar („Alexander“).